# Sender Vigra
Der Sender Vigra war ein Rundfunksenders für Mittelwelle des norwegischen Senderbetreibers Norkring, einer Tochtergesellschaft des norwegischen Telekommunikationsunternehmens Telenor, der auch in Deutschland empfangen werden konnte.
Als Sendeantenne wurde ein gegen Erde isolierter 232 Meter hoher abgespannter Stahlrohrmast mit einer kreuzförmigen Dachkapazität verwendet, der zwischen 1952 und 1953 als 243 Meter hoher Sendemast errichtet wurde und 1999 aus Gründen der Flugsicherheit auf 232 Meter gekürzt wurde. Allerdings wurde der Sendemast Ende 2007 auch nach dieser Kürzung von den zuständigen Behörden als Gefahr für die Flugsicherheit angesehen und war stark von seiner Existenz bedroht. Der Sender wurde 1935 als Langwellensender in Betrieb genommen und 1940 durch einen Bombenangriff zerstört. Nach zwei provisorischen Sendern wurde am 12. April 1948 ein 100-kW-Sender auf 629 kHz in Betrieb genommen, es wurde dann auch weiterhin mit 100 kW auf 630 kHz gesendet. Als Sendeantenne wurde bis 1953 eine T-Antenne verwendet.  
Am 30. Juni 2011 wurde der Sender, der zuletzt das Regionalprogramm NRK Møre og Romsdal der norwegischen öffentlich-rechtlichen Rundfunkanstalt NRK übertrug, abgeschaltet und der Sendemast am 8. September 2011 gesprengt.